# Jordan King
Jordan King (Warwick, Warwickshire, Reino Unido; 26 de febrero de 1994) es un piloto de automovilismo británico. Inactivo desde 2019, ocupa roles de desarrollo de equipo.

## Carrera

### Fórmula Renault 2.0 Británica
La carrera inicial de King comenzó en karting antes de pasar a las carreras de ruedas abiertas a finales de 2010. Comenzó a competir en la Fórmula Renault 2.0 Británica, comenzando en la Serie de invierno antes de comenzar el campeonato principal en 2011.

### Campeonato de Fórmula Dos de la FIA
En 2009, con solo quince años, probó un monoplaza de Fórmula 2. Condujo cuatro carreras en Fórmula Palmer Audi en la ronda de Silverstone en 2010, logrando obtener un podio. En 2011, se inscribió en tres rondas del campeonato de Fórmula Dos, en Spa-Francorchamps, Nürburgring y Brands Hatch durante las vacaciones de verano de Fórmula Renault 2.0 Británica, convirtiéndose en el piloto más joven en participar en la era moderna de la serie.

### GP2 Series
En febrero de 2015, se confirmó que King pasaría a GP2 Series, firmando con Racing Engineering, junto con Alexander Rossi, para 2015, donde finalizó duodécimo en la general. Permaneció con el equipo para la temporada 2016, donde obtuvo dos victorias y finalizó séptimo en campeonato.
En 2017, el británico firmó para MP Motorsport para su tercera temporada en el campeonato que cambió su nombre a Campeonato de Fórmula 2 de la FIA.

### Fórmula 1

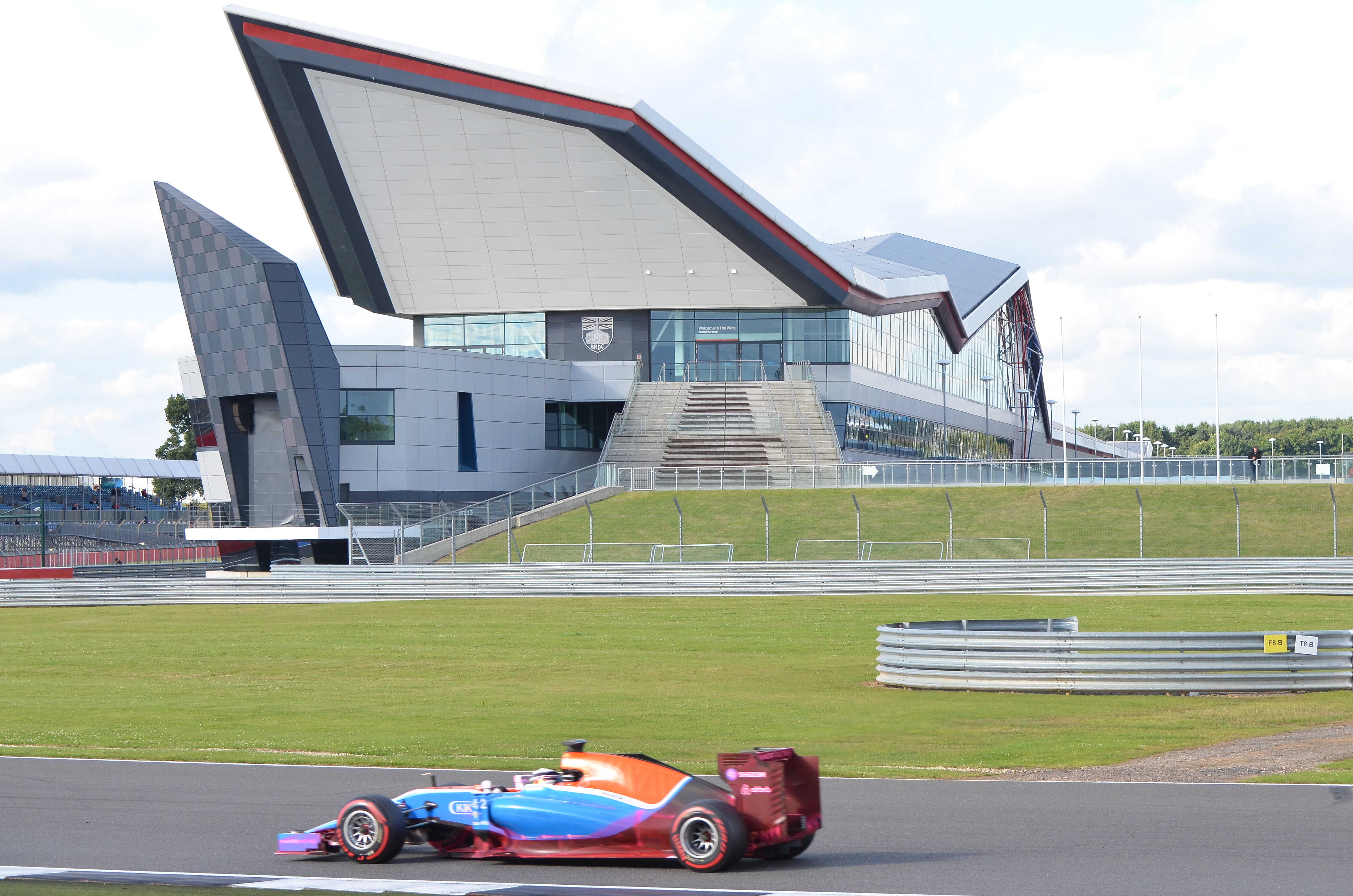
King probando el Manor MRT05 en el circuito de Silverstone.

King fue contratado como piloto de desarrollo del equipo Manor Marussia para la temporada 2015, siendo retenido por la escudería, renombrado a Manor Racing, en 2016. Hizo su debut en una sesión de Fórmula 1 cuando manejó para Manor durante la práctica libre en el Gran Premio de los Estados Unidos de 2016.
En 2021, colaboró con el equipo Alpine F1 Team como piloto de simulador.

### Campeonato de Fórmula 2 de la FIA
Corrió la temporada 2017 de Fórmula 2 para MP. Allí logró sumar puntos en gran parte de las carreras, pero terminó en el puesto 11 de campeonato. Tras un año en Estados Unidos, volvió en 2019 con el mismo equipo. Logró dos podios, en Bakú y Monza.

### IndyCar Series
En 2018, Jordan firmó con Ed Carpenter Racing como piloto a tiempo parcial en el coche n.º 20, compartiendo las responsabilidades de manejo con el propietario Ed Carpenter. Al año siguiente participó en la Indy 500 con Rahal Letterman Lanigan Racing.

### Fórmula E
En 2021, King ingresó al equipo Mahindra de Fórmula E como piloto de desarrollo y simulador. Había realizado pruebas con monoplazas de la categoría anteriormente.

## Resumen de carrera
| Temporada | Categoría                                          | Equipo                         | Carreras          | Victorias         | Poles             | VR                | Podios            | Puntos            | Pos.              |
| --------- | -------------------------------------------------- | ------------------------------ | ----------------- | ----------------- | ----------------- | ----------------- | ----------------- | ----------------- | ----------------- |
| 2010      | Fórmula Palmer Audi                                | MotorSport Vision              | 4                 | 0                 | 1                 | 0                 | 1                 | 20                | 23.º              |
| 2010      | Fórmula Renault Británica Series de Invierno       | Manor Competition              | 6                 | 0                 | 0                 | 0                 | 0                 | 43                | 15.º              |
| 2011      | Fórmula Renault Británica                          | Manor Competition              | 20                | 0                 | 1                 | 1                 | 1                 | 265               | 8.º               |
| 2011      | MRF Challenge - Fórmula 1600                       | Team Sidvin                    | 8                 | 4                 | 1                 | 6                 | 6                 | ?                 | 1.º               |
| 2011      | Campeonato FIA Fórmula Dos                         | MotorSport Vision              | 6                 | 0                 | 0                 | 0                 | 0                 | 17                | 14.º              |
| 2012      | Copa de Europa del Norte de Fórmula Renault 2.0    | Manor MP Motorsport            | 20                | 1                 | 0                 | 2                 | 9                 | 316               | 2.º               |
| 2012      | Eurocopa de Fórmula Renault 2.0                    | Manor MP Motorsport            | 14                | 0                 | 0                 | 0                 | 1                 | 31                | 13.º              |
| 2012      | Toyota Racing Series                               | M2 Competition                 | 14                | 1                 | 1                 | 1                 | 4                 | 591               | 5.º               |
| 2013      | Campeonato Europeo de Fórmula 3 de la FIA          | Carlin                         | 30                | 0                 | 0                 | 1                 | 2                 | 176               | 6.º               |
| 2013      | Fórmula 3 Británica                                | Carlin                         | 12                | 3                 | 2                 | 2                 | 8                 | 176               | 1.º               |
| 2014      | Campeonato Europeo de Fórmula 3 de la FIA          | Carlin                         | 32                | 0                 | 0                 | 0                 | 7                 | 217               | 7.º               |
| 2015      | GP2 Series                                         | Racing Engineering             | 22                | 0                 | 0                 | 1                 | 1                 | 60                | 12.º              |
| 2016      | GP2 Series                                         | Racing Engineering             | 22                | 2                 | 0                 | 1                 | 5                 | 122               | 7.º               |
| 2016      | Fórmula 1                                          | Manor Racing MRT               | Piloto de pruebas | Piloto de pruebas | Piloto de pruebas | Piloto de pruebas | Piloto de pruebas | Piloto de pruebas | Piloto de pruebas |
| 2017      | Campeonato de Fórmula 2 de la FIA                  | MP Motorsport                  | 22                | 0                 | 0                 | 0                 | 0                 | 62                | 11.º              |
| 2018      | IndyCar Series                                     | Ed Carpenter Racing            | 11                | 0                 | 0                 | 0                 | 0                 | 175               | 22.º              |
| 2018-19   | Campeonato Mundial de Resistencia de la FIA - LMP2 | Jackie Chan DC Racing          | 3                 | 1                 | 0                 | 0                 | 1                 | 40                | 11.º              |
| 2019      | Campeonato de Fórmula 2 de la FIA                  | MP Motorsport                  | 22                | 0                 | 0                 | 2                 | 2                 | 79                | 9.º               |
| 2019      | IndyCar Series                                     | Rahal Letterman Lanigan Racing | 1                 | 0                 | 0                 | 0                 | 0                 | 12                | 36.º              |
| 2019      | 24 Horas de Le Mans - LMP2                         | Jackie Chan DC Racing          | 1                 | 0                 | 0                 | 0                 | 0                 | N/A               | DNF               |
| 2019-20   | Campeonato Mundial de Resistencia de la FIA        | Team LNT                       | 2                 | 0                 | 0                 | 1                 | 0                 | 12                | 17.º              |
| 2023-24   | Fórmula E                                          | Mahindra Racing                | 2                 | 0                 | 0                 | 0                 | 0                 | 0                 | 26.º              |
| Fuente:   |                                                    |                                |                   |                   |                   |                   |                   |                   |                   |

## Resultados

### Campeonato de Fórmula Dos de la FIA
(Clave) (negrita indica pole position) (cursiva indica vuelta rápida)

| Año     | Equipo            | 1     | 2     | 3     | 4     | 5        | 6       | 7       | 8       | 9         | 10       | 11    | 12    | 13    | 14    | 15    | 16    | Pos. | Puntos |
| ------- | ----------------- | ----- | ----- | ----- | ----- | -------- | ------- | ------- | ------- | --------- | -------- | ----- | ----- | ----- | ----- | ----- | ----- | ---- | ------ |
| 2011    | MotorSport Vision | SIL 1 | SIL 2 | MAG 1 | MAG 2 | SPA 1 17 | SPA 2 8 | NÜR 1 5 | NÜR 2 9 | BRH 1 Ret | BRH 2 10 | RBR 1 | RBR 2 | MNZ 1 | MNZ 2 | CAT 1 | CAT 2 | 14.º | 17     |
| Fuente: |                   |       |       |       |       |          |         |         |         |           |          |       |       |       |       |       |       |      |        |

### Campeonato Europeo de Fórmula 3 de la FIA
(Clave) (negrita indica pole position) (cursiva indica vuelta rápida)

| Año     | Equipo | 1       | 2         | 3       | 4        | 5         | 6       | 7        | 8         | 9       | 10      | 11        | 12        | 13       | 14       | 15       | 16        | 17      | 18      | 19      | 20      | 21        | 22      | 23        | 24      | 25       | 26        | 27      | 28      | 29       | 30       | 31      | 32       | 33      | Pos. | Puntos |
| ------- | ------ | ------- | --------- | ------- | -------- | --------- | ------- | -------- | --------- | ------- | ------- | --------- | --------- | -------- | -------- | -------- | --------- | ------- | ------- | ------- | ------- | --------- | ------- | --------- | ------- | -------- | --------- | ------- | ------- | -------- | -------- | ------- | -------- | ------- | ---- | ------ |
| 2013    | Carlin | MNZ 1 7 | MNZ 2 Ret | MNZ 3 9 | SIL 1 11 | SIL 2 Ret | SIL 3 6 | HOC 1 11 | HOC 2 9   | HOC 3 5 | BRH 1 7 | BRH 2 13  | BRH 3 11  | RBR 1 3  | RBR 2 6  | RBR 3 5  | NOR 1 17  | NOR 2 9 | NOR 3 9 | NÜR 1 4 | NÜR 2 4 | NÜR 3 Ret | ZAN 1 4 | ZAN 2 4   | ZAN 3 2 | VAL 1 13 | VAL 2 Ret | VAL 3 5 | HOC 1 6 | HOC 2 8  | HOC 3 9  |         |          |         | 6.º  | 176    |
| 2014    | Carlin | SIL 1 3 | SIL 2 6   | SIL 3 9 | HOC 1 3  | HOC 2 9   | HOC 3 7 | PAU 1 5  | PAU 2 18† | PAU 3 9 | HUN 1 5 | HUN 2 Ret | HUN 3 DNS | SPA 1 10 | SPA 2 10 | SPA 3 10 | NOR 1 Ret | NOR 2   | NOR 3   | MSC 1 2 | MSC 2 5 | MSC 3 Ret | RBR 1 9 | RBR 2 Ret | RBR 3 7 | NÜR 1 4  | NÜR 2 6   | NÜR 3 5 | IMO 1 2 | IMO 2 19 | IMO 3 11 | HOC 1 6 | HOC 2 13 | HOC 3 2 | 7.º  | 217    |
| Fuente: |        |         |           |         |          |           |         |          |           |         |         |           |           |          |          |          |           |         |         |         |         |           |         |           |         |          |           |         |         |          |          |         |          |         |      |        |

### GP2 Series
(Clave) (negrita indica pole position) (cursiva indica vuelta rápida puntuable)

| Año  | Escudería          | 1   | 1   | 2   | 2   | 3   | 3   | 4   | 4   | 5   | 5   | 6   | 6   | 7   | 7   | 8   | 8   | 9   | 9   | 10  | 10  | 11  | 11  | Pos. | Puntos | Ref.   |
| ---- | ------------------ | --- | --- | --- | --- | --- | --- | --- | --- | --- | --- | --- | --- | --- | --- | --- | --- | --- | --- | --- | --- | --- | --- | ---- | ------ | ------ |
| 2015 | Racing Engineering | SAK | SAK | BAR | BAR | MON | MON | SPI | SPI | SIL | SIL | BUD | BUD | SPA | SPA | MNZ | MNZ | SOC | SOC | SAK | SAK | YMC | YMC | 12.º | 60     | [ 26 ] |
| 2015 | Racing Engineering | 4   | 9   | 14  | 11  | 9   | Ret | 12  | 7   | 22† | 10  | 6   | 12  | 8   | 2   | 8   | Ret | Ret | 15  | 9   | 6   | 6   | C   | 12.º | 60     | [ 26 ] |
| 2016 | Racing Engineering | BAR | BAR | MON | MON | BAK | BAK | SPI | SPI | SIL | SIL | BUD | BUD | HOC | HOC | SPA | SPA | MNZ | MNZ | KUA | KUA | YMC | YMC | 7.º  | 122    | [ 27 ] |
| 2016 | Racing Engineering | 7   | 3   | Ret | 16  | 12† | 4   | 8   | 1   | 8   | 1   | 8   | 2   | 15  | 11  | 2   | 12  | 7   | 4   | 5   | 14  | 13  | 10  | 7.º  | 122    | [ 27 ] |

### Fórmula 1
(Clave) (negrita indica pole position) (cursiva indica vuelta rápida)

| Año     | Escudería        | 1   | 2   | 3   | 4   | 5   | 6   | 7   | 8   | 9   | 10  | 11  | 12  | 13  | 14  | 15  | 16  | 17  | 18     | 19  | 20  | 21     | Pos. | Puntos |
| ------- | ---------------- | --- | --- | --- | --- | --- | --- | --- | --- | --- | --- | --- | --- | --- | --- | --- | --- | --- | ------ | --- | --- | ------ | ---- | ------ |
| 2016    | Manor Racing MRT | AUS | BHR | CHN | RUS | ESP | MON | CAN | EUR | AUT | GBR | HUN | GER | BEL | ITA | SIN | MYS | JPN | USA TD | MEX | BRA | ABU TD | –    | –      |
| Fuente: |                  |     |     |     |     |     |     |     |     |     |     |     |     |     |     |     |     |     |        |     |     |        |      |        |

### Campeonato de Fórmula 2 de la FIA
(Clave) (negrita indica pole position) (cursiva indica vuelta rápida puntuable)

| Año  | Escudería     | 1   | 1   | 2   | 2   | 3   | 3   | 4   | 4   | 5   | 5   | 6   | 6   | 7   | 7   | 8   | 8   | 9   | 9   | 10  | 10  | 11  | 11  | 12  | 12  | Pos. | Puntos | Ref.   |
| ---- | ------------- | --- | --- | --- | --- | --- | --- | --- | --- | --- | --- | --- | --- | --- | --- | --- | --- | --- | --- | --- | --- | --- | --- | --- | --- | ---- | ------ | ------ |
| 2017 | MP Motorsport | SAK | SAK | BAR | BAR | MON | MON | BAK | BAK | SPI | SPI | SIL | SIL | BUD | BUD | SPA | SPA | MNZ | MNZ | JER | JER | YMC | YMC |     |     | 11.º | 62     | [ 17 ] |
| 2017 | MP Motorsport | 4   | 5   | 9   | 5   | 9   | 8   | 6   | DSQ | 9   | 6   | 7   | Ret | 15  | 11  | Ret | 14  | 10  | 20  | 6   | Ret | 8   | Ret |     |     | 11.º | 62     | [ 17 ] |
| 2019 | MP Motorsport | SAK | SAK | BAK | BAK | BAR | BAR | MON | MON | LEC | LEC | SPI | SPI | SIL | SIL | BUD | BUD | SPA | SPA | MNZ | MNZ | SOC | SOC | YMC | YMC | 9.º  | 79     | [ 19 ] |
| 2019 | MP Motorsport | 17  | 8   | 3   | Ret | 7   | 7   |     |     | 6   | 11  | 8   | 7   | 10  | 9   | 6   | 4   | C   | C   | 6   | 2   | 12  | 9   | 12  | 9   | 9.º  | 79     | [ 19 ] |

### IndyCar Series
(Clave) (negrita indica pole position) (cursiva indica vuelta rápida)

| Año     | Equipo                         | Motor     | 1      | 2   | 3      | 4      | 5      | 6       | 7      | 8      | 9   | 10     | 11  | 12     | 13     | 14  | 15  | 16     | 17     | Pos. | Puntos |
| ------- | ------------------------------ | --------- | ------ | --- | ------ | ------ | ------ | ------- | ------ | ------ | --- | ------ | --- | ------ | ------ | --- | --- | ------ | ------ | ---- | ------ |
| 2018    | Ed Carpenter Racing            | Chevrolet | STP 21 | PHX | LBH 18 | ALA 14 | IMS 24 | INDY    | DET 16 | DET 18 | TXS | ROA 12 | IOW | TOR 11 | MDO 12 | POC | GTW | POR 15 | SNM 13 | 22.º | 175    |
| 2019    | Rahal Letterman Lanigan Racing | Honda     | STP    | COA | ALA    | LBH    | IMS    | INDY 24 | DET    | DET    | TXS | RDA    | IOW | MDO    | POC    | GTW | POR | LAG    |        | 36.º | 12     |
| Fuente: |                                |           |        |     |        |        |        |         |        |        |     |        |     |        |        |     |     |        |        |      |        |

### Campeonato Mundial de Resistencia de la FIA
(Clave) (negrita indica pole position) (cursiva indica vuelta rápida)

| Año     | Escudería             | Clase | Automóvil             | 1   | 2   | 3   | 4   | 5   | 6   | 7   | 8   | Pos. | Puntos | Ref.   |
| ------- | --------------------- | ----- | --------------------- | --- | --- | --- | --- | --- | --- | --- | --- | ---- | ------ | ------ |
| 2018-19 | Jackie Chan DC Racing | LMP2  | Oreca 07-Gibson       | SPA | LMS | SIL | FUJ | SHA | SEB | SPA | LMS | 11.º | 40     | [ 29 ] |
| 2018-19 | Jackie Chan DC Racing | LMP2  | Oreca 07-Gibson       |     |     |     |     |     | 1   | 6   | Ret | 11.º | 40     | [ 29 ] |
| 2019-20 | Team LNT              | LMP1  | Ginetta G60-LT-P1-AER | SIL | FUJ | SHA | BHR | COA | SPA | LMS | BHR | 20.º | 12     | [ 30 ] |
| 2019-20 | Team LNT              | LMP1  | Ginetta G60-LT-P1-AER |     |     | 4   | Ret |     |     |     |     | 20.º | 12     | [ 30 ] |

### Fórmula E
(Clave) (negrita indica pole position) (cursiva indica vuelta rápida puntuable)
| Año     | Escudería       | 1   | 1   | 2   | 2   | 3   | 4   | 5   | 5   | 6   | 7   | 7   | 8   | 8   | 9   | 9   | 10  | 10  | Pos. | Puntos | Ref.   |
| ------- | --------------- | --- | --- | --- | --- | --- | --- | --- | --- | --- | --- | --- | --- | --- | --- | --- | --- | --- | ---- | ------ | ------ |
| 2023-24 | Mahindra Racing | MEX | MEX | DIR | DIR | SÃO | TOK | MIS | MIS | MON | BER | BER | SHA | SHA | PRT | PRT | LON | LON | 26.º | 0      | [ 31 ] |
| 2023-24 | Mahindra Racing |     |     |     |     |     |     |     |     |     | 12  | 18  |     |     |     |     |     |     | 26.º | 0      | [ 31 ] |